# Верный друг Санчо
«Ве́рный друг Са́нчо» — детский фильм режиссёра Яниса Стрейча, снятый на Рижской киностудии в 1974 году по сценарию Юрия Яковлева.

## Сюжет
Семья Родригес прилетела в Ленинград из одной латиноамериканской страны. Их сын Санчо, неплохо знавший русский язык, пошёл в четвёртый класс обычной общеобразовательной школы.
Общительный и подвижный мальчик вскоре подружился с одноклассниками. Ему, никогда не видевшему зимы, было интересно гулять по заснеженному городу и играть в незнакомые игры.
На Дворцовой площади Санчо и его друзья попадают на съёмки фильма «Звезда пленительного счастья», где Санчо общается с актёрами, видит, как снимают сцену с императором Николаем I (Василием Ливановым).
Но вскоре ребятам пришлось расстаться. На родине Санчо произошёл переворот. К власти пришли военные. Родители мальчика твёрдо решили вернуться домой. Санчо горячо прощается с новыми друзьями и увозит с собой символ их солидарности — красный пионерский галстук.

## В ролях
- Сергей Зурлов — Санчо Родригес
- Марута Фелдмане — мама Санчо
- Ивар Калныньш — сеньор Родригес, отец Санчо
- Вальдемар Зандберг — учитель английского языка
- Виктория Лепко — Наталья Гавриловна, классная руководительница
- Василий Меркурьев — дедушка Риты, лётчик-генерал
- Борис Ташкентский — дедушка Санчо, музыкант
- Ольгерт Дункерс — сеньор Крэдо, представитель руководства фирмы
- Юрий Каморный — отец Риты, военный лётчик
- Геннадий Корольков — Вадим, водитель
- Станислав Фесюнов — Прокопенко, дипломат
- Регина Разума — стюардесса
- Павел Первушин — Иван Калистратович, директор школы
- Артур Калейс — генерал Калвос, организатор путча
- Паул Буткевич — эпизод на дипломатическом приёме
- Юрис Стренга — эпизод на дипломатическом приёме
- Валентинс Скулме — эпизод на дипломатическом приёме
- Улдис Ваздикс — эпизод на дипломатическом приёме
- Василий Ливанов — император Николай I в эпизоде на Дворцовой площади
- Волдемар Лобиньш — эпизод

## Отсылки
Дедушкой одной из героинь фильма девочки Риты является генерал авиации в отставке, роль которого исполняет Василий Меркурьев. И хотя в фильме не называется его фамилия, но некоторые отсылки дают понять, что это и есть тот самый бывший старший лейтенант Туча из кинофильма «Небесный тихоход». В частности, на стене квартиры, где проживает семья Риты, можно заметить, среди снимков военного прошлого деда, фотографию его боевых друзей, а именно: капитана Кайсарова (Василий Нещипленко), старшего лейтенанта Кутузовой (Людмила Глазова) и майора Булочкина (Николай Крючков), на фоне самолёта У-2. Помимо этого в фильме есть эпизод, где в исполнении Василия Меркурьева звучит песня «Пора в путь-дорогу».

## Награды
Режиссёр фильма Янис Стрейч стал лауреатом премии Ленинского комсомола  Латвийской ССР (1976) за фильмы «Верный друг Санчо», «Мой друг — человек несерьёзный».